# Dharanikota
Dharanikota o Dhanakataka o Dhanyakatakam (en tiberà Palden Drepung) és un poble prop d'Amaravati (Andhra Pradesh) al districte de Guntur a l'Índia, que vol dir "Ciutat d'arròs". Està situada a la vora del riu Kistna o Krishna al districte de Guntur de l'estat d'Andhra Pardesh.

## Història
La moderna ciutat de Dharanikota correspon a l'antiga Dhanyakataka que fou capital del regne Satavahana, dinastia que va governar al Dècan entre el segle I i el III. Després fou també capital de la dinastia Kota Vamsaque governar fins a la meitat del segle xii. La valld el Kistna ha estat sempre una zona productora d'arròs i fou també un important centre comercial amb altres part de l'Índia i fora del subcontinent. També és notable per la gran stupa budista i les cerimònies kalachakra que s'hi feien. Hsuan Tsang va visitar Amaravati i va escriure un relat glorificant el lloc, i les Vihares i monestirs que existien aleshores.